# Kevin Seeldraeyers
Kevin Seeldraeyers (Boom, 12 september 1986) is een Belgisch voormalig wielrenner.

## Carrière
Seeldraeyers werd als een groot klimmerstalent beschouwd. Hij behaalde in 2004 een etappezege in de Tour du Valromey-Ain (junioren) en werd daar tweede in het eindklassement. In 2007 maakte Seeldraeyers de overstap naar de profs. Hij tekende bij de Quick·Step-formatie. Zijn opmerkelijkste resultaat in zijn eerste profjaar was een vijfde plaats in het eindklassement van de Ronde van Georgia. In 2008 debuteerde hij in de Ronde van Italië: hij presteerde er knap als knecht van Paolo Bettini en Giovanni Visconti.
In 2009 werd Seeldraeyers elfde in de Ronde van Californië, zevende in Parijs-Nice en tiende in de Ronde van Italië. Zowel in Parijs-Nice als de Ronde van Italië won hij de witte trui als beste jongere. Hij werd daardoor de eerste Belg die in een grote ronde het jongerenklassement won.
Bij de gemeenteraadsverkiezingen in 2012 kwam Seeldraeyers op voor CD&V in Maldegem, maar werd niet verkozen.
Vanaf 2012 kwam Seeldraeyers twee seizoenen uit voor wielerploeg Astana. In 2013 reed hij een uitstekende Ronde van Oostenrijk: hij won de eerste twee etappes, reed geruime tijd in de leiderstrui en schreef uiteindelijk zowel het puntenklassement als het bergklassement op zijn naam. In 2014 reed hij vervolgens een seizoen bij Wanty-Groupe Gobert, de ploeg van Hilaire Van der Schueren. In 2015 sloot Seeldraeyers zijn carrière af bij Torku Şekerspor.

## Palmares

### Overwinningen
2006
- Eindklassement Ronde van Luik
- 2e etappe Ronde van de Aostavallei

2009
- Jongerenklassement Parijs-Nice
- Jongerenklassement Ronde van Italië
- Profronde van Deurne

2013
- 1e etappe Ronde van Oostenrijk
- 2e etappe Ronde van Oostenrijk

### Resultaten in voornaamste wedstrijden
| Jaar | Ronde van Italië | Ronde van Frankrijk | Ronde van Spanje |
| ---- | ---------------- | ------------------- | ---------------- |
| 2007 |                  |                     |                  |
| 2008 | 73e              |                     |                  |
| 2009 | 10e              |                     |                  |
| 2010 |                  | 134e                |                  |
| 2011 | 50e              |                     | 23e              |
| 2012 | 33e              |                     | 39e              |
| 2013 |                  |                     |                  |
| 2014 |                  |                     |                  |

| Jaar | Amstel Gold Race | Luik-Bast.‑Luik | Ronde van Lombardije | Waalse Pijl |  | Wereldranglijsten |
| ---- | ---------------- | --------------- | -------------------- | ----------- |  | ----------------- |
| 2007 |                  |                 |                      |             |  |                   |
| 2008 |                  |                 |                      |             |  |                   |
| 2009 |                  |                 |                      | 111e        |  | 93e (UWK)         |
| 2010 |                  | opgave          | opgave               |             |  |                   |
| 2011 |                  |                 |                      |             |  | 136e (UWT)        |
| 2012 |                  |                 |                      |             |  |                   |
| 2013 | opgave           |                 |                      | 103e        |  | 197e (UWT)        |
| 2014 |                  |                 |                      | 118e        |  |                   |

| Resultaten in kleinere rondes |             |                     |                   |                      |                      |
| Jaar                          | Parijs-Nice | Ronde van Catalonië | Ronde van Turkije | Ronde van Californië | Ronde van Oostenrijk |
| 2007                          |             | 19e                 |                   |                      | 11e                  |
| 2008                          |             |                     |                   | 14e                  | 29e                  |
| 2009                          | 7e          |                     | opgave            | 11e                  | 4e                   |
| 2010                          | opgave      |                     |                   |                      |                      |
| 2011                          |             | 8e                  |                   |                      |                      |
| 2012                          | 65e         |                     |                   |                      | opgave               |
| 2013                          | opgave      |                     | 10e               |                      | 3e (2 etappes)       |
| 2014                          |             | opgave              | 11e               |                      |                      |